# Cat Barber
Anthony Ynique "Cat" Barber (Hampton, Virginia, 25 de julio de 1994) es un baloncestista estadounidense que pertenece a la plantilla del FC Porto de la Liga Portuguesa de Basquetebol. Con 1,91 metros de estatura, juega en la posición de base.

## Trayectoria deportiva

### Universidad
Tras participar en 2013 en el prestigioso McDonald's All-American Game, jugó tres temporadas con los Wolfpack de la Universidad Estatal de Carolina del Norte, en las que promedió 14,5 puntos, 3,3 rebotes y 3,9 asistencias por partido. En su última temporada fue uno de los universitarios más destacados del país, promediando 23,5 puntos por partido, siendo elegido en el mejor quinteto de la Atlantic Coast Conference.
El 22 de marzo de 2016 se declaró elegible para el Draft de la NBA, renunciando a su última temporada como universitario.

### Profesional
Tras no ser finalmente elegido en el Draft de la NBA de 2016, disputó las Ligas de Verano con los New Orleans Pelicans, promediando en los cuatro partidos que disputó 6,2 puntos y 1,2 rebotes. El 31 de agosto fichó por los Philadelphia 76ers, pero fue despedido el 24 de octubre tras disputar dos partidos de pretemporada. Cinco días más tarde fichó por los Delaware 87ers como jugador afiliado de los Sixers.
El 17 de febrero de 2021, firma por el Mitteldeutscher BC de la BBL alemana. El 15 de abril, firma por los Guelph Nighthawks de la Canadian Elite Basketball League.
En octubre de 2021, vuelve a los College Park Skyhawks de la NBA G League. El 25 de diciembre firma por 10 días con los Atlanta Hawks. Disputa 3 encuentros con los Hawks, antes de volver, el 4 de enero, a los Skyhawks.
En la temporada 2022-23, firma por el BC Budivelnyk para disputar la FIBA Europe Cup (jugando como local en Italia) y la Balkan League. Cat permanece en el conjunto ucraniano hasta el 31 de diciembre de 2022, cuando rescinde su contrato, regresando nuevamente a los College Park Skyhawks.
El 16 de julio de 2023, firma con el Porto de la Liga Portuguesa de Basquetebol.

## Estadísticas de su carrera en la NBA

### Temporada regular
| Año     | Equipo  | PJ | PT | MPP | %TC  | %3P | %TL  | RPP | APP | ROB | TPP | PPP |
| ------- | ------- | -- | -- | --- | ---- | --- | ---- | --- | --- | --- | --- | --- |
| 2021-22 | Atlanta | 3  | 0  | 4.3 | .000 | -   | .000 | 1.0 | 1.0 | .0  | .0  | .0  |
| Total   | Total   | 3  | 0  | 4.3 | .000 | -   | .000 | 1.0 | 1.0 | .0  | .0  | .0  |